# Bridge van A tot Z

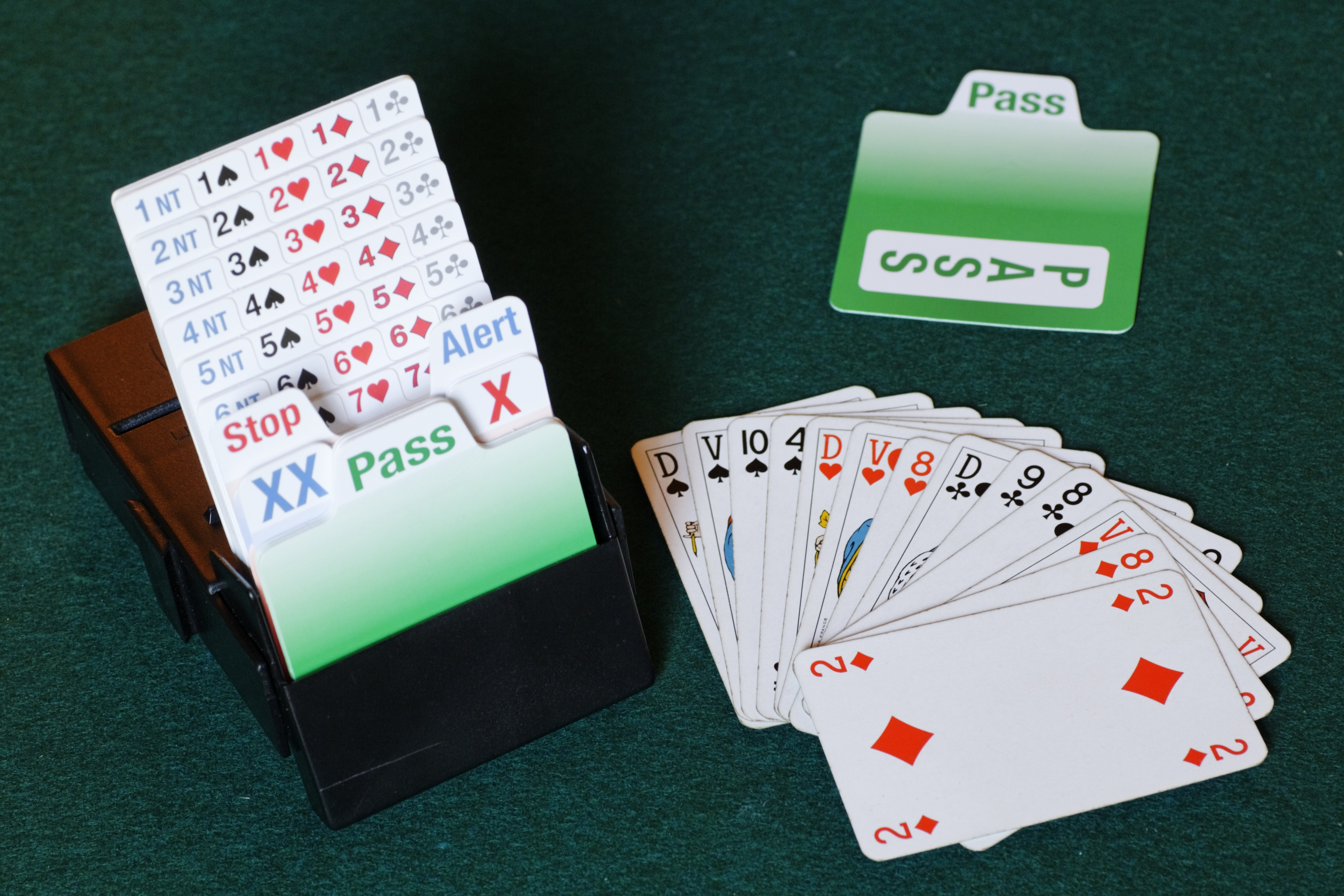
Bridge speelt men met dertien speelkaarten per speler.

## A
ACOL - Alerteren - American Contract Bridge League

## B
Bermuda Bowl - Biedconventie - Biedermeijer - Biedsysteem - Blackwood - Blue Team - Bridge - The Bridge Battle of the Century - The Bridge World

## C
Canapé

## E
Encyclopedia of Bridge

## F
Forcerend bod

## G
Ghestem

## H
High Card Points - Hoogst ongebruikelijke methode

## I
Ingooi - Inverted minor

## J
Jacoby transfer - Josephine-conventie

## M
Manche forcing - Meesterklasse viertallen - Michaels cuebid - Minor-suit asking - Muiderbergse twee-conventie - Multi 2 ruiten

## N
Namyats-conventie - Nederlandse Bridge Bond - Niemeijer-conventie

## O
The Official Encyclopedia of Bridge

## P
Precisie (biedsysteem) - Puntentelling bij bridge - Puppet Stayman

## R
Restricted Choice - Roman Keycard Blackwood - Rosenkranzdoublet

## S
Slem - Snit - Standard American - Staymanconventie - Sterke klaver - Systeemkaart

## U
Unusual 2SA

## V
Harold S. Vanderbilt - Vanderbilt Trophy - Venice Cup - Vierde kleur forcerend bod

## W
Walsh